# Plant a Seed
Plant a Seed je čtvrté sólové studiové album amerického baskytaristy a zpěváka Fernanda Saunderse, vydané 6. prosince 2010. Převážná část alba vznikala v Ostravě, kde Saunders v době nahrávání alba žil. Autorem obalu je Petra Hlavatá. Na albu se podílí například Saundersův spoluhráč Lou Reed nebo například čeští hudebníci Luboš Malina, Karel Holas a Čechoameričan Jan Hammer, se kterým v sedmdesátých letech spolupracoval.

## Seznam skladeb
| Pořadí         | Název                                     | Autor          | Délka |
| -------------- | ----------------------------------------- | -------------- | ----- |
| 1.             | The Signal                                | Saunders       | 5:07  |
| 2.             | Feel Like Crying                          | Saunders       | 3:30  |
| 3.             | Windows of Love                           | Saunders       | 4:33  |
| 4.             | Delusion                                  | Saunders       | 4:14  |
| 5.             | Plant a Seed                              | Saunders       | 5:23  |
| 6.             | The Soul                                  | Saunders       | 5:43  |
| 7.             | Jesus (původně od The Velvet Underground) | Reed           | 2:53  |
| 8.             | I'll Die for You                          | Saunders       | 3:03  |
| 9.             | Faith "Losing Time"                       | Saunders       | 5:08  |
| 10.            | Wave Your Hand                            | Saunders       | 5:19  |
| 11.            | I'm No Angel                              | Saunders       | 5:11  |
| 12.            | Hello                                     | Saunders       | 5:25  |
| 13.            | Reviens Cherie                            | Saunders       | 5:59  |
| 14.            | Blue Zen                                  | Saunders       | 4:53  |
| Celková délka: | Celková délka:                            | Celková délka: | 66:32 |

## Sestava
- Fernando Saunders – baskytara, zpěv
- Jan Hammer[4]
- Suzanne Vega
- Luboš Malina – banjo, flétna
- Peter Krajniak – housle
- Karel Holas – housle
- Lou Reed – doprovodný zpěv
- Steve Hunter
- a další